# M'Fatha
M'Fatha est une commune de la wilaya de Médéa en Algérie.

## Géographie
La commune est située dans l'extrême nord des hautes plaines centrales algériennes à environ 152 km au sud d'Alger et à 76 km au sud-est de Médéa et à 20 km à l'est de Ksar el Boukhari.
| Moudjebar        | Seghouane                     | Tlatet Eddouar          |
| Ksar El Boukhari | Meftaha                       | Kef Lakhdar, Sidi Damed |
| Saneg            | Aïn Oussara(Wilaya de Djelfa) | Ouled Maaref            |